# Fablo (DJ)
Fablo (bürgerlich: Fabio Pepe; * 5. November 2002 in Ostfildern) ist ein deutscher DJ und Musikproduzent aus Stuttgart. Sein Stil zeichnet sich durch eine Überschneidung von House, treibendem Tech House, Electro House und Techno Elementen aus.

## Leben

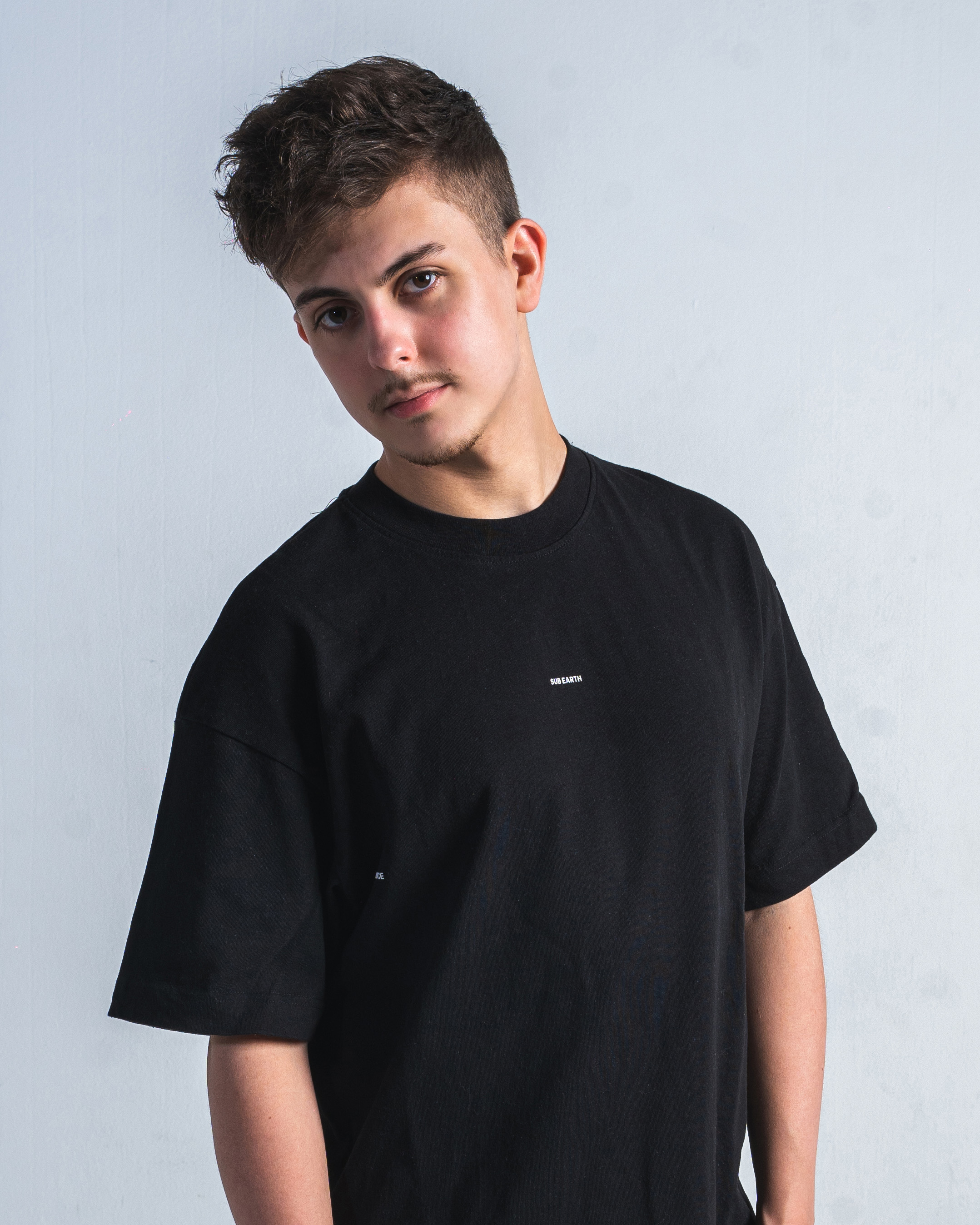
FABLO Press Shot 2024

2018 brachte Fablo sich das Produzieren von elektronischer Musik mit der Software Fl Studio bei. Unter dem Künstlernamen Dynamo veröffentlichte er seine ersten Tracks, unter anderem Time Stops At Nothing. Anfang 2020 startete er als DJ, was jedoch durch den Einbruch der COVID-19-Pandemie stark eingeschränkt wurde. Mit dem Beginn des Jahres 2021 nannte er sich in Dyn Standard um und veröffentlichte später unter diesem Namen weitere Songs, mit welchen er seine ersten Erfolge im fünf- bis sechsstelligen Streamingzahlbereich erzielte. Im Sommer 2021 hatte Dyn Standard seinen ersten Auftritt beim Snapsady Streaming Festival Livestream Event auf Twitch, unter anderem mit DJs wie Fabian Farell, Luke Miller, Zenemy, Dominik Koislmeyer, Liah.
Nach der COVID-19-Pandemie legte Fablo in mehreren Clubs und auf Festivals auf. Höhepunkte in dieser Zeit waren das Lunar Festival 2022 am kroatischen Zrce Beach, bei welchem er im Kalypso Club (DJMag Top100 Clubs #91) nach Lovra und Alle Farben auftrat und die World Club Dome Winter Edition 2022 in der Merkur Spielarena Düsseldorf, bei der er auf der Le Shuuk & Friends Bühne auftrat und sich diese unter anderem mit Le Shuuk, Zeuz, LNY TNZ, D-Block & S-te-Fan teilte.
Zu Beginn des Jahres 2023 änderte er seinen Künstlernamen zu Fablo, veröffentlichte seine ersten Songs unter dem neuen Künstlernamen und spielte darauffolgend zahlreiche internationale Club- und Festivalauftritte. Dazu gehörten unter anderem Bootshaus (DJMag Top100 Clubs #7), World Club Dome, Papaya Club (DJMag Top100 Clubs #11), Aquarius Club (DJMag Top100 Clubs #26), Lunar Festival 2023 und Summerpeak Festival 2023, S.T.A.R. Festival, Eins Tiefer Ulm und Deja Vu Verl. 

## Diskographie

### Singles
- 2023: The Look mit Lena Sue
- 2023: Crazy (Conversion von Gnarls Barkley – Crazy)
- 2023: Believe mit Trevon
- 2023: Try mit Clarees
- 2023: How Will I Know mit Blue Man
- 2024: What I Want mit Ragunde
- 2024: Your Body
- 2024: Techno On My Mind
- 2024: Lose Control
- 2024: My Vibe mit LIZOT
- 2025: Day & Night mit le Shuuk
- 2025: Show Me mit Abby. M.

### Remixe
- 2024: Future Class & Mazzocchi - Champagne Bottle (FABLO VIP Mix)
- 2024: YouNotUs & Laurell - All in (FABLO Remix)

#### Als Dynamo
- 2019: Nitrogen
- 2019: Skies
- 2019: Wired
- 2020: Time Stops At Nothing

#### Als Dyn Standard
- 2021: Absorbed By You
- 2021: Waiting For You mit Bazznik
- 2022: Unbreakable
- 2022: Tides
- 2022: Back To You
- 2022: Oceanside mit Clarees & Liah
- 2022: I'll Be Fine mit Luke Miller
- 2022: Far From Home mit Valley Girl